# Methylisothiazolinon
Methylisothiazolinon (MI) je chemická látka používaná jako konzervant.
Od 70. let 20. století se používal hlavně v kombinaci s methylchlorisothiazolinonem, obvykle ve směsi v poměru 3:1, např. pod názvy Kathon CG nebo Euxyl K 100. Od roku 2005 bylo povoleno samostatné použití v kosmetice. Od června 2015 platí zákaz samostatného použití MI v kosmetice, která se
neoplachuje, jako jsou různé typy krémů, tzv. leave-on kosmetika.
Používá se také v různých barvách, lepidlech, čistidlech, chladicích kapalinách atd..